# Alosa aestivalis
Alosa aestivalis е вид лъчеперка от семейство Селдови (Clupeidae). Видът е световно застрашен, със статут Уязвим.

## Разпространение и местообитание
Разпространен е в Канада и САЩ.
Среща се на дълбочина от 3 до 322 m, при температура на водата от 4,6 до 25,9 °C и соленост 32,4 – 36,1 ‰.

## Описание
На дължина достигат до 40 cm, а теглото им е максимум 200 g.
Продължителността им на живот е около 8 години. Популацията на вида е намаляваща.